# 格爾利茨猶太會堂

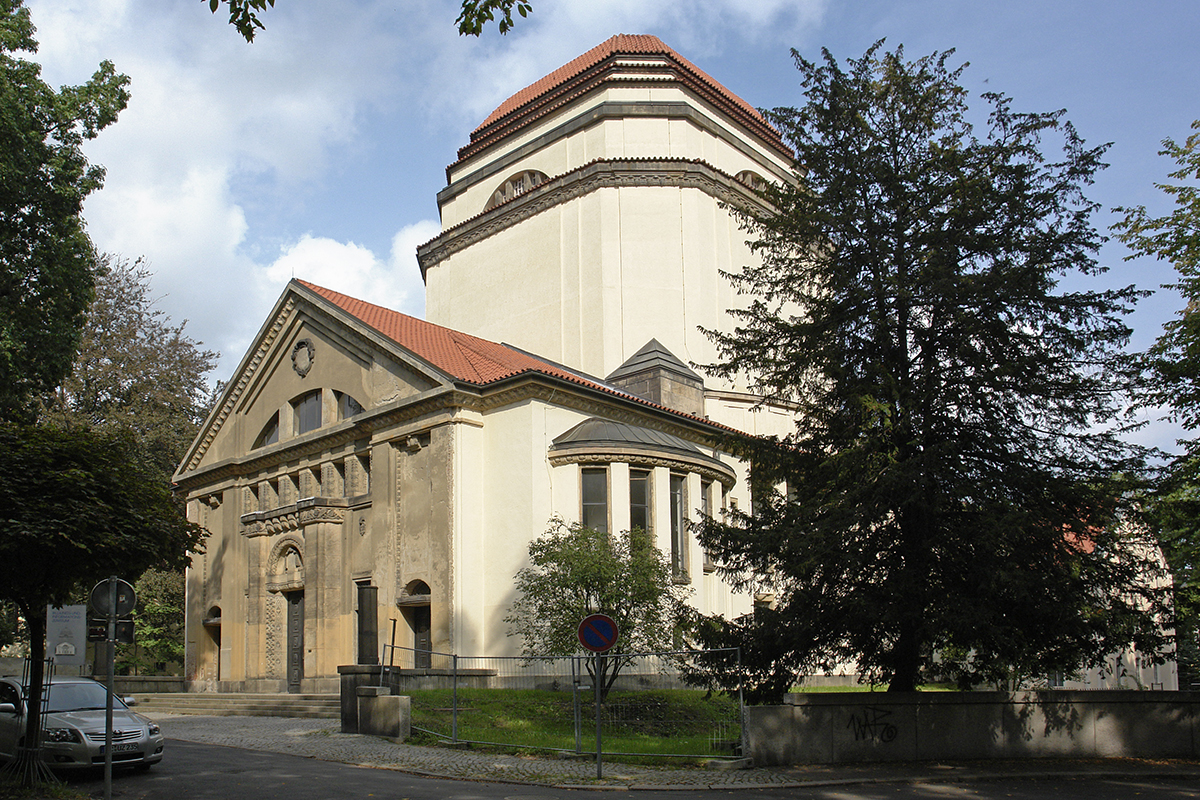

格爾利茨猶太會堂（Görlitz Synagogue）是德國城市格爾利茨的一座猶太會堂，修建於1909年至1911年之間。這座猶太會堂的外觀是新藝術運動風格。因猶太人離開格爾利茨，這座猶太會堂一度關閉。2021年7月12日，格爾利茨猶太會堂重新開放。